# ركين سعد
ركين سعد السيلاوي (16 ديسمبر 1989- ) ممثلة أردنية 

## حياتها الخاصة
هي ابنة الإعلامي سعد السيلاوي، مدير مكتب قناة العربية في الأردن.
ووالدتها فنانة ومصممة مجوهرات روابي أبو غزالة ترتيبها الثاني بين إخوتها شقيقها الأكبر سري وشقيقتها الصغرى روزانة.

## مشوارها المهني
بدأت التمثيل بالمسرح في سن العاشرة عندما كانت طالبة في مركز الفنون الأدائي. حصلت على شهادة بكالوريوس دراما من جامعة إكسيتر البريطانية، وشاركت في العديد من ورشات العمل وكورسات التمثيل في السينما والتلفزيون في مونتريال. بعد الجامعة عادت إلى عمان وكانت أول تجربة تمثيل لها في التلفزيون من خلال مسلسل «بوابة القدس» بعد أن تم ترشيحها من قبل المخرج ألبير حداد صديق عائلتها المقرب. ومن هناك انطلقت بالتعرف على علاقات في الوسط، شاركت في حملة توعية لحقوق المرأة بعنوان «دراما الأيادي البيضاء» 

## أعمالها

### في السينما
| سنة الإنتاج | الفيلم           | الشخصية |
| ----------- | ---------------- | ------- |
| 2011        | foreign Language |         |
| 2012        | ليلة ودنوشا      |         |
| 2015        | 3000 ليلة        | جميلة   |
| 2017        | seam             |         |
| 2017        | المختارون        |         |
| 2021        | العارف           | ريم     |

### في التلفزيون
| سنة الإنتاج | اسم المسلسل                          | الشخصية           |
| ----------- | ------------------------------------ | ----------------- |
| 2011        | بوابة القدس                          | ربى               |
| 2011        | بيارق العربا                         | عربا              |
| 2012        | في ميل                               | غنوة أخت رجائي    |
| 2012        | عمر                                  | أسماء بنت أبي بكر |
| 2013        | في ميل (ج2)                          | غنوة              |
| 2013        | واتس أكاديمي                         |                   |
| 2013        | شرش الطول                            |                   |
| 2013        | شارة المرح                           |                   |
| 2013        | زين                                  | فرح               |
| 2014        | طوق الإسفلت                          | (مزنة)            |
| 2015        | مدام بريزيدنت                        |                   |
| 2016        | في ميل (ج3)                          | غنوة              |
| 2016        | سمرقند                               | أتون خاتون        |
| 2017        | واحة الغروب                          | مليكة             |
| 2018        | بالحجم العائلي                       | أميرة             |
| 2019        | العاشق: صراع الجواري                 | (هزارا)           |
| 2021        | مدرسة الروابي للبنات                 | نوف               |
| 2022        | ريفو                                 | مريم              |
| 2022        | اتزان                                | رحمة              |
| 2023        | أزمة منتصف العمر                     | ياسمين            |
| 2023        | كابوس                                | صالحة             |
| 2023        | ريفو (ج2)                            | مريم              |
| 2023        | سفاح الجيزة                          | زينة              |
| 2024        | مدرسة الروابي للبنات (الموسم الثاني) | نوف               |

### في المسرح
| سنة الإنتاج | المسرحية           | الشخصية |
| ----------- | ------------------ | ------- |
| 2011        | نهاية اللعبة       |         |
| 2013        | حلم ليلة ربيع عربي |         |
| 2013        | بعيدا جدا          |         |

## جوائز
- الأردن: جائزة الملكة رانيا للتفوق عام 2006 [4]

## وصلات خارجية
- ركين سعد على موقع IMDb (الإنجليزية)
- ركين سعد على موقع قاعدة بيانات الأفلام العربية
- ركين سعد على موقع قاعدة بيانات الفيلم (الإنجليزية)